# Port lotniczy Auguste George
Port lotniczy Auguste George – port lotniczy na wyspie Anegada (Brytyjskie Wyspy Dziewicze).

## Linie lotnicze i połączenia
| Linia Lotnicza | Kierunek     |
| -------------- | ------------ |
| VI Airlink     | 1. / Tortola |